# Miguel Macedo
Pour les articles homonymes, voir Macedo.
Miguel Bento Martins da Costa de Macedo e Silva, né le 6 mai 1959 à Braga et mort le 13 mars 2025 dans la même ville, est un homme politique portugais, membre du Parti social-démocrate (PPD/PSD). Il est ministre de l'Administration interne entre 2011 et 2014.

## Biographie
Titulaire d'une licence en droit et avocat de profession, il est élu député du district de Braga à l'Assemblée de la République lors des élections législatives anticipées du 19 juillet 1987, étant constamment réélu depuis.
Le 9 janvier 1990, il entre au gouvernement, alors dirigé par Aníbal Cavaco Silva, en tant que secrétaire d'État chargé de la Jeunesse, sous l'autorité du ministre António Couto dos Santos. Il est toutefois remplacé lors de la formation du gouvernement suivant, le 31 octobre 1991.
Avec le retour du centre droit au pouvoir en 2002, il revient dans l'exécutif le 8 avril, en tant que secrétaire d'État à la Justice. Il conserve cette fonction lorsque Pedro Santana Lopes remplace José Manuel Durão Barroso au poste de Premier ministre, le 12 juillet 2004. Toutefois, la défaite du PPD/PSD aux élections législatives anticipées du 20 février 2005 le conduit à perdre son poste le 12 mars.
À la suite des élections législatives du 27 septembre 2009 et la défaite, peu de temps après, de José Pedro Aguiar-Branco lors de l'élection du président du Parti social-démocrate, il lui succède à la direction du groupe parlementaire.
Le 21 juin 2011, il est nommé ministre de l'Administration interne dans le gouvernement de centre-droit dirigé par le président du PPD/PSD, Pedro Passos Coelho.
Il démissionne le 16 novembre 2014 à la suite d'une affaire de corruption.
Il meurt le 13 mars 2025 d'une crise cardiaque à Braga, à 65 ans.